# New York Liberty 2023
La stagione 2023 delle New York Liberty fu la 27ª nella WNBA per la franchigia.
Le New York Liberty vinsero la Eastern Conference con un record di 32-8. Nei play-off vinsero il primo turno con le Washington Mystics (2-0), la semifinale con le Connecticut Sun (3-1), perdendo poi la finale WNBA con le Las Vegas Aces (3-1).

## Roster
| N° | Naz.                   | Ruolo | Sportivo             | Anno | Alt. | Peso |
| -- | ---------------------- | ----- | -------------------- | ---- | ---- | ---- |
| 5  | Stati Uniti (bandiera) | A     | Kayla Thornton       | 1992 | 185  | 86   |
| 8  | Germania (bandiera)    | A     | Nyara Sabally        | 2000 | 196  | 92   |
| 10 | Stati Uniti (bandiera) | G     | Epiphanny Prince     | 1988 | 175  | 81   |
| 13 | Stati Uniti (bandiera) | GA    | Jocelyn Willoughby   | 1998 | 183  | 82   |
| 20 | Stati Uniti (bandiera) | G     | Sabrina Ionescu      | 1997 | 180  | 68   |
| 21 | Cina (bandiera)        | C     | Han Xu               | 1999 | 208  | 88   |
| 22 | Stati Uniti (bandiera) | G     | Courtney Vandersloot | 1989 | 173  | 62   |
| 23 | Francia (bandiera)     | G     | Marine Johannès      | 1995 | 178  | 61   |
| 30 | Stati Uniti (bandiera) | A     | Breanna Stewart      | 1994 | 193  | 77   |
| 31 | Stati Uniti (bandiera) | C     | Stefanie Dolson      | 1992 | 196  | 107  |
| 35 | Bahamas (bandiera)     | A     | Jonquel Jones        | 1994 | 198  | 97   |
| 44 | Stati Uniti (bandiera) | GA    | Betnijah Laney       | 1993 | 183  | 75   |

## Staff tecnico
- Allenatore: Sandy Brondello
- Vice-allenatori: Olaf Lange, Roneeka Hodges, Zach O'Brien
- Preparatore atletico: Terri Acosta
- Preparatore fisico: Emily Zaler